# Prigorje Brdovečko
Prigorje Brdovečko je naselje administrativno u sastavu Općine Brdovec. Prema popisu iz 2001. godine ima 1.258 stanovnika. Naselje je udaljeno oko šest kilometara od grada Zaprešića, prometno povezano sporednom cestom na državnu cestu D225 Harmica – Brdovec – Zaprešić, a nalazi se i uz željeznički koridor prema Sloveniji (u blizini je željeznička postaja Savski Marof).
U naselju se nalazi dvorac Januševec, najviši domet klasicističke arhitekture u Hrvatskoj. Pripada spomenicima nulte kategorije, a smješten je na manjoj uzvisini iznad savske doline. Dvorac danas koristi Hrvatski državni arhiv kao spremište arhivskoga gradiva. Oko 1830. godine dvorac je izgradio barun Josip Vrkljan (Werklein).

## Stanovništvo
| broj stanovnika | 248   | 222   | 293   | 330   | 349   | 357   | 405   | 437   | 553   | 577   | 691   | 795   | 849   | 986   | 1258  | 1345  | 1340  |
|                 | 1857. | 1869. | 1880. | 1890. | 1900. | 1910. | 1921. | 1931. | 1948. | 1953. | 1961. | 1971. | 1981. | 1991. | 2001. | 2011. | 2021. |

## Vanjske poveznice
- Dvorci.hr  Arhivirana inačica izvorne stranice od 31. siječnja 2017. (Wayback Machine)